# Tanaecium crucigerum
Espèce
Tanaecium crucigerum est une espèce de plante à fleurs de  la famille des Bignoniaceae. Elle est couramment dénommée Liane à barriques, Liane à canots ou Lyan barik en créole. Son aire de répartition s'étend de la Colombie au Venezuela et aux îles du Vent. 

## Description
C'est une liane qui pousse principalement dans le biome tropical humide.

## Menaces et conservation
En Martinique, Tanaecium crucigerum est considérée en danger critique d'extinction,. Elle est protégée par arrêté ministériel. Elle fait l'objet d'un Plan directeur de conservation porté par le Conservatoire botanique national de Martinique, dans le cadre duquel des réintroductions dans le milieu naturel ont été réalisées. Trois néo-populations ont ainsi été crées sur les communes de Case-Pilote et du Carbet, à partir de plants cultivés dans les serres du Conservatoire botanique (après avis favorable du CNPN (Conseil national de la protection de la nature et obtention d'une dérogation au titre des espèces protégées)..

## Systématique
Le nom correct complet (avec auteur) de ce taxon est Tanaecium crucigerum Seem..
Ce taxon porte en français les noms vernaculaires ou normalisés suivants : Liane à barrique, Liane à canots. Elle tire son nom de l’usage qui en était fait par le passé. En effet, de par sa solidité, les lianes faisaient office de cordages pour cercler les barriques et également solidifier les canotsref name=DM/>.

### Étymologie
Tanaecium : du grec « tanaêkês » : (fruit) allongé et pointu. L'épithète "crucigerum" viendrait du latin « crucifer » "qui porte sa croix"